# Stiff Upper Lip (singolo)
Stiff Upper Lip è un singolo del gruppo musicale australiano AC/DC, pubblicato il 21 gennaio 2000 come primo estratto dal quattordicesimo album in studio omonimo.
Il singolo, scritto da Angus Young e Malcolm Young, ha raggiunto la prima posizione della classifica Mainstream Rock Airplay statunitense e la 65ª posizione nella classifica del Regno Unito ed è stata eseguita al Saturday Night Live.

## Tracce
CD Singolo (Stati Uniti e Australia)
1. Stiff Upper Lip – 3:34

CD Maxi (Europa)
1. Stiff Upper Lip – 3:37
2. Hard as a Rock (Live) – 4:48
3. Ballbreaker (Live) – 4:38

## Video musicale
Il video, girato a Manhattan, è diretto da Andy Morahan.

## Classifiche
| Classifica (2000) | Posizione massima |
| ----------------- | ----------------- |
| Finlandia         | 18                |
| Regno Unito       | 65                |
| Stati Uniti       | 115               |